# Centra Dokumentacji Europejskiej w Polsce
Centra Dokumentacji Europejskiej (CDE) – ośrodki działające w ramach europejskiej sieci informacyjnej tworzonej przez Komisję Europejską. Placówki te powstają na mocy umowy zawieranej pomiędzy Komisją Europejską a ośrodkami akademickimi prowadzącymi badania lub nauczanie z zakresu integracji europejskiej. Pierwsze Centrum Dokumentacji Europejskiej powstało już w 1963 roku. Obecnie działa ich około 600, z czego 400 znajduje się na terenie państw członkowskich UE. W Polsce funkcjonuje 17 tego rodzaju placówek. Są one zlokalizowane w: Białymstoku, Bydgoszczy, Gdańsku, Katowicach, Krakowie, Lublinie, Łodzi, Olsztynie, Opolu, Poznaniu, Szczecinie, Toruniu, Warszawie i Wrocławiu.
Uczelnie i ośrodki zlokalizowane w Warszawie:
- Kolegium Europejskie w Natolinie,
- Szkoła Główna Handlowa,
- Centrum Europejskie Uniwersytetu Warszawskiego,
- Urząd Komitetu Integracji Europejskiej (UKIE).